# 第10飛行隊 (南アフリカ空軍)
第10飛行隊（だい10ひこうたい、10 Squadron SAAF）は、かつて存在した南アフリカ空軍の飛行隊である。1939年4月1日に設立され、1944年に廃止。1986年1月に再設立され、1991年1月31日に廃止。